# اندیس پورنگ
پورنگ یک اندیس فلزی است که در حوالی شهر پرنگ استان خراسان قرار دارد و مادهٔ معدنی موجود در آن، مس است.سنگ میزبان این اندیس ماسه سنگ ، کالک شسیت است و دیرینگی آن به دوران کرتاسه بالایی می‌رسد. در این اندیس، پاراژنز‌های پیریت یافت می‌شوند.